# Vette landskommun
Vette landskommun var en tidigare kommun i dåvarande Göteborgs och Bohus län.

## Administrativ historik
Den bildades som storkommun vid kommunreformen 1952 genom sammanläggning av de tidigare kommunerna Hogdal, Lommeland, Näsinge samt Skee med Björneröd och Krokens municipalsamhälle. Landskommunen fick sitt namn efter Vette härad, som omfattade dessa samt Tjärnö landskommun, som dock inte lades samman den gången.
Vid utgången av 1958 upplöstes municipalsamhället.
År 1967 gick kommunen med Tjärnö upp i Strömstads stad som 1971 ombildades till Strömstads kommun.

### Kyrklig tillhörighet
I kyrkligt hänseende tillhörde kommunen församlingarna Hogdal, Lommeland, Näsinge och Skee.

## Geografi
Vette landskommun omfattade den 1 januari 1952 en areal av 419,05 km², varav 407,56 km² land.

### Tätorter i kommunen 1960
I Vette landskommun fanns tätorten Björneröd, som hade 217 invånare den 1 november 1960. Tätortsgraden i kommunen var då 4,3 procent.

## Politik

### Mandatfördelning i valen 1950–62
| 20 | 13 | 6 |  |

| 38 |

| 20 | 11 | 6 | 3 |

| 35 |

| 20 | 12 | 5 | 3 |

| 36 |

| 18 | 11 | 4 | 2 |

| 31 |